# Běloruská národní technická univerzita
Běloruská národní technická univerzita (BNTU) (bělorusky Беларускі нацыянальны тэхнічны універсітэт, rusky Белорусский национальный технический университет; zkr. BNTU) je hlavní technická univerzita v běloruském Minsku. Rektorem je Boris Chrustalev.

## Historie
Univerzita byla založena v roce 1920 jako polytechnický institut, jehož cílem bylo připravit inženýry s vyšším vzděláním pro hlavní směry výrobní činnosti státu. V roce 1991 byla univerzita přejmenována na akademii Polytechniky. V roce 1997 získala status vedoucí technické univerzity v běloruském vzdělávacím systému. V roce 2002 univerzita získala svůj současný název.
Z počátku univerzita provozovala pět fakult: strojírenskou, stavební, kulturně-technickou, chemicko-technologickou, elektroizolační. Prvním rektorem byl jmenován Nikanor Kazimirovič Jaroševič. Učitelský sbor se skládal z 50 lidí. V prvním školním roce zde studovalo 305 studentů a 119 posluchačů přípravného oddělení. V září roku 1933 na univerzitě pracovalo 120 učitelů ve 20 katedrách a studovalo zde kolem 1200 studentů.
Na počátku 40. let 20. století se univerzita stala jednou z předních technických vysokých škol v Sovětském svazu. Počet učitelů se zvýšil na 180, včetně 19 profesorů. V letech 1933-1941 zde získalo vysokoškolský titul inženýr 2000 studentů.

## Struktura

### Fakulty
- Fakulta strojní
- Fakulta mechaniko-technologická
- Fakulta informačních technologie a robotiky
- Fakulta dopravních komunikací
- Fakulta technologického managementu a humanizace
- Fakulta energitického stavebnictví
- Fakulta energitická
- Sportovně-technická fakulta
- Fakulta marketingu, managementu, podnikání